# Mary Costa
Mary Costa (* 5. April 1930 in Knoxville, Tennessee) ist eine US-amerikanische Opernsängerin (Sopran), Schauspielerin und Synchronsprecherin. Bekanntheit erlangte sie als Stimme von Prinzessin Aurora in der Originalversion des 1959 erschienenen Walt-Disney-Films Dornröschen, wofür sie 1999 zur Disney Legend ernannt wurde.

## Leben
Mary Costa wurde 1930 in Knoxville geboren, wo sie einen Großteil ihrer Kindheit und Jugend verbrachte. Bereits im Alter von sechs Jahren begann sie Solostücke in der Kirche zu singen und wurde später Mitglied im Schulchor der Knoxville High School. Als Jugendliche zog Costa mit ihrer Familie nach Los Angeles, wo sie ihren Schulabschluss machte und anschließend am California Institute of the Arts studierte.
Zwischen 1948 und 1951 moderierte Costa ihre eigene Radiosendung mit Edgar Bergen. Zudem absolvierte sie Auftritte im Lux Radio Theatre und gab Konzerte als Truppenunterhalterin mit Dean Martin und Jerry Lewis. 1952 lernte sie den Animator Frank Tashlin kennen, den sie ein Jahr später heiratete. Durch Tashlins Kontakte erhielt Costa eine Einladung zum Casting für die Synchronrolle der Prinzessin Aurora im Zeichentrickfilm Dornröschen der Walt Disney Studios und wurde schließlich von Walt Disney persönlich für die Rolle ausgewählt. Sie sang zudem alle Lieder ihres Charakters im Film und wurde dafür 1959 für einen Grammy Award in der Kategorie Best Soundtrack Album nominiert.
Im Laufe ihrer Karriere trat Costa in mehr als vierzig Opern und Theaterstücken weltweit auf, darunter in Manon an der Metropolitan Opera, in La traviata im Royal Opera House und in La Bohème am Teatro dell’Opera di Roma. Sie gehörte zudem 1961 zur Urbesetzung von Benjamin Brittens Ein Sommernachtstraum in der San Francisco Opera.
Neben ihrer Bühnenkarriere war Mary Costa in größeren Neben- und Hauptrollen in mehreren Spielfilmen sowie als Stargast in Fernsehshows von Bing Crosby, Frank Sinatra und Sammy Davis, Jr. zu sehen. Auf persönliche Bitte von Jacqueline Kennedy trat sie 1963 als Sängerin bei einer öffentlichen Trauerfeier für John F. Kennedy in der Los Angeles Sports Arena auf. 1971 gehörte sie zu dem Stargästen bei der Eröffnung des John F. Kennedy Center for the Performing Arts. Von Juli bis November desselben Jahres spielte Costa die Rolle der Kunigunde in einer Wiederaufführung von Leonard Bernsteins Musical Candide im Rahmen einer Tournee in San Francisco, Los Angeles und Washington, D.C.
Zu Costas späteren Filmauftritten gehörte die weibliche Hauptrolle im Musikfilm Der große Walzer von 1972, für die sie 1973 eine Golden-Globe-Nominierung erhielt.
Im Jahr 2000 beendete Mary Costa ihre Karriere im Alter von siebzig Jahren. Dennoch trat sie 2004 noch einmal in einem Cameo-Auftritt in Being Julia als Schauspielerin in Erscheinung. Costa setzt sich seitdem als Botschafterin für die Wohltätigkeitsorganisation Childhelp ein. Für ihre Rolle als Prinzessin Aurora wurde sie 1999 zur Disney Legend ernannt. 2021 erhielt Costa wenige Tage vor dessen Amtsende von US-Präsident Donald Trump die National Medal of Arts.

## Auszeichnungen
- 1999: Ernennung zur Disney Legend
- 2000: Auszeichnung zur Tennessee Woman of Distinction von der American Lung Association
- 2007: Ehrendoktortitel der Carson–Newman University
- 2014: Ehrendoktortitel der University of Tennessee
- 2015: Governor’s Arts Award des Bundesstaates Tennessee
- 2021: National Medal of Arts
- 2023: Goldene Schallplatte in den Vereinigten Staaten für das Lied An Unusual Prince / Once Upon A Dream[5]

## Filmografie (Auswahl)
- 1953: Heirate mich noch mal (Marry Me Again)
- 1957: The Big Caper
- 1959: Dornröschen (Sleeping Beauty; Zeichentrickfilm, Synchronsprecherin)
- 1972: Der große Walzer (The Great Waltz)
- 2000: Titus Andronicus
- 2004: Being Julia